# Rezerwaty przyrody w województwie zachodniopomorskim
Rejestr rezerwatów przyrody i obszarów ochrony ścisłej województwa zachodniopomorskiego Biura Konserwacji Przyrody Regionalnej Dyrekcji Ochrony Środowiska w Szczecinie:

## Rezerwaty przyrody
1. rezerwat przyrody Bagno Ciemino
2. rezerwat przyrody Bagno Iglickie
3. rezerwat przyrody Bagno Kusowo
4. rezerwat przyrody Bagno Raczyk
5. rezerwat przyrody Białodrzew Kopicki
6. rezerwat przyrody Bielica
7. rezerwat przyrody Bielinek
8. rezerwat przyrody Bór Samliński im. Henryka Zięciaka
9. rezerwat przyrody Bórbagno Miałka
10. rezerwat przyrody Brodogóry
11. rezerwat przyrody Brunatna Gleba
12. rezerwat przyrody Brzozowe Bagno koło Czaplinka
13. rezerwat przyrody Buczyna
14. rezerwat przyrody Buczynowe Wąwozy im. prof. Floriana Celińskiego
15. rezerwat przyrody Bukowe Zdroje im. Profesora Tadeusza Dominika
16. rezerwat przyrody Bukowskie Bagno
17. rezerwat przyrody Cisy Boleszkowickie
18. rezerwat przyrody Cisy Rokickie im. prof. Stanisława Króla
19. Rezerwat przyrody Cisy Sosnowickie im. T. Szeszyckiego
20. rezerwat przyrody Cisy Tychowskie
21. rezerwat przyrody Czapli Ostrów
22. rezerwat przyrody Czarnocin im. prof. Janiny Jasnowskiej
23. rezerwat przyrody Dąbrowa Krzymowska
24. rezerwat przyrody Dęby Sądowskie
25. rezerwat przyrody Dęby Wilczkowskie
26. rezerwat przyrody Diabelskie Pustacie
27. rezerwat przyrody Długogóry
28. rezerwat przyrody Dolina Pięciu Jezior
29. rezerwat przyrody Dolina Rurzycy
30. rezerwat przyrody Dolina Świergotki
31. rezerwat przyrody Glinki
32. rezerwat przyrody Głowacz
33. rezerwat przyrody Gogolewo
34. rezerwat przyrody Golcowe Bagno
35. rezerwat przyrody Golczewskie Uroczysko
36. rezerwat przyrody Grądowe Zbocze
37. rezerwat przyrody Janiewickie Bagno
38. rezerwat przyrody Jeziora Siegniewskie
39. rezerwat przyrody Jezioro Czarne
40. rezerwat przyrody Jezioro Czarnówek
41. rezerwat przyrody Jezioro Głębokie
42. rezerwat przyrody Jezioro Iłowatka
43. rezerwat przyrody Jezioro Jasne
44. rezerwat przyrody Jezioro Kiełpino
45. rezerwat przyrody Jezioro Liwia Łuża
46. rezerwat przyrody Jezioro Lubiatowskie im. profesora Wojciecha Górskiego
47. rezerwat przyrody Jezioro Piekiełko
48. rezerwat przyrody Jezioro Prosino
49. rezerwat przyrody Jezioro Szare
50. rezerwat przyrody Jodły Karnieszewickie
51. rezerwat przyrody Kamienna Buczyna
52. rezerwat przyrody Kanał Kwiatowy
53. rezerwat przyrody Karsiborskie Paprocie
54. rezerwat przyrody Klif w Dziwnówku
55. rezerwat przyrody Klif w Łukęcinie
56. rezerwat przyrody Kołowskie Parowy im. Józefa Lewandowskiego
57. rezerwat przyrody Krzemieńskie Źródliska
58. rezerwat przyrody Krzywicki Mszar
59. rezerwat przyrody Kurowskie Błota
60. rezerwat przyrody Leśne Źródła
61. rezerwat przyrody Łasko
62. rezerwat przyrody Łazy
63. rezerwat przyrody Łąki Bobolickie
64. rezerwat przyrody Łuniewo
65. rezerwat przyrody Markowe Błota
66. rezerwat przyrody Mechowisko Manowo
67. rezerwat przyrody Mokradła koło Leśniczówki Łowiska
68. rezerwat przyrody Mszar koło Siemidarżna
69. rezerwat przyrody Mszar koło Starej Dobrzycy
70. rezerwat przyrody Mszar nad jeziorem Piaski
71. rezerwat przyrody Mszary Tuczyńskie
72. rezerwat przyrody Nad Jeziorem Liptowskim
73. rezerwat przyrody Nad Płociczną
74. rezerwat przyrody Nadmorski bór bażynowy w Mrzeżynie
75. rezerwat przyrody Nadmorski Bór Storczykowy
76. rezerwat przyrody Olszanka
77. rezerwat przyrody Olszyna Źródliskowa pod Lubiechowem Dolnym
78. rezerwat przyrody Olszyny Ostrowskie
79. rezerwat przyrody Osetno
80. rezerwat przyrody Ozy Kiczarowskie
81. rezerwat przyrody Parnowo
82. rezerwat przyrody Przełom rzeki Dębnicy
83. rezerwat przyrody Przełom Rzeki Wołczenicy
84. rezerwat przyrody Przybiernowski Bór Bagienny
85. rezerwat przyrody Rezerwat na Rzece Grabowej
86. rezerwat przyrody Roby
87. rezerwat przyrody Rosiczki Mirosławskie
88. rezerwat przyrody Rzeka Rekowa
89. rezerwat przyrody Sieciemińskie Rosiczki
90. rezerwat przyrody Skalisty Jar Libberta
91. rezerwat przyrody Sławieńskie Dęby
92. rezerwat przyrody Słoneczne Wzgórza
93. rezerwat przyrody Słowińskie Błota
94. rezerwat przyrody Sośnica
95. rezerwat przyrody Stary Przylep
96. rezerwat przyrody Stary Załom
97. rezerwat przyrody Stramniczka
98. rezerwat przyrody Strzaliny koło Tuczna
99. rezerwat przyrody Świdwie
100. rezerwat przyrody Tchórzyno
101. rezerwat przyrody Torfowisko Konotop
102. rezerwat przyrody Torfowisko nad Jeziorem Morzysław Mały
103. rezerwat przyrody Torfowisko Toporzyk
104. rezerwat przyrody Trawiasta Buczyna im. Profesora Stefana Kownasa
105. rezerwat przyrody Uroczysko Święta im. prof. Mieczysława Jasnowskiego
106. rezerwat przyrody Wapienny Las
107. rezerwat przyrody Warnie Bagno
108. rezerwat przyrody Wiązy Reskie
109. rezerwat przyrody Wiejkowski Las im. Zbigniewa Wabiszczewicza
110. rezerwat przyrody Wieleń
111. rezerwat przyrody Wielki Bytyń
112. rezerwat przyrody Wierzchomińskie Bagno
113. rezerwat przyrody Wrzosiec
114. rezerwat przyrody Wrzosowiska Cedyńskie im. inż. Wiesława Czyżewskiego
115. rezerwat przyrody Wrzosowisko Sowno
116. rezerwat przyrody Wydmy między Dźwirzynem a Grzybowem
117. rezerwat przyrody Wyspa na Jeziorze Bierzwnik
118. rezerwat przyrody Wyspa Sołtyski
119. rezerwat przyrody Wzgórze Widokowe nad Międzyodrzem
120. rezerwat przyrody Zaleskie Bagna
121. rezerwat przyrody Zdroje
122. rezerwat przyrody Zielone Bagna
123. rezerwat przyrody Źródliska Biegały
124. rezerwat przyrody Źródlisko Skrzypowe
125. rezerwat przyrody Źródliskowa Buczyna im. Jerzego Jackowskiego
126. rezerwat przyrody Źródliskowe Zbocza
127. rezerwat przyrody Żółwia Błoć

- rezerwat społeczny Karsiborska Kępa – nie jest objęty formalną formą ochrony na podstawie przepisów ustawy o ochronie przyrody

## Obszary ochrony ścisłej na terenie parków narodowych
Drawieński Park Narodowy:
1. Obszar ochrony ścisłej Dolina Płocicznej
2. Obszar ochrony ścisłej Głodne Jeziorka
3. Obszar ochrony ścisłej Jezioro Czarne
4. Obszar ochrony ścisłej Moczele – Żeleźnica
5. Obszar ochrony ścisłej Przełom Drawy
6. Obszar ochrony ścisłej Pustelnik
7. Obszar ochrony ścisłej Runica
8. Obszar ochrony ścisłej Rynna Moczelska
9. Obszar ochrony ścisłej Sicienko
10. Obszar ochrony ścisłej Święta Hala
11. Obszar ochrony ścisłej Wydrowe Łęgi
12. Obszar ochrony ścisłej Wyspy i półwyspy jeziora Ostrowieckiego

Woliński Park Narodowy:
1. Obszar ochrony ścisłej im. prof. Zygmunta Czubińskiego
2. Obszar ochrony ścisłej im. dr. Bogdana Dyakowskiego
3. Obszar ochrony ścisłej im. dr. Stefana Jarosza
4. Obszar ochrony ścisłej im. prof. Mariana Raciborskiego
5. Obszar ochrony ścisłej im. prof. Władysława Szafera
6. Obszar ochrony ścisłej im. prof. Adama Wodziczki
7. obszar ochrony ścisłej „Drożkowe Łąki”